# ليونارد سلاتر
ليونارد سلاتر (بالإنجليزية: Leonard Slater) (11 أكتوبر 1875 في المملكة المتحدة - 14 سبتمبر 1914 في فرنسا) هو لاعب كريكت بريطاني (وحمل سابقاً جنسية المملكة المتحدة لبريطانيا العظمى وأيرلندا). لعب مع Devon County Cricket Club ‏.

## وصلات خارجية
- ليونارد سلاتر على موقع إي آس بي آن كريك إنفو (الإنجليزية)